# Nylandtjärnen
Nylandtjärnen är en sjö i Överkalix kommun i Norrbotten och ingår i Kalixälvens huvudavrinningsområde. Sjön har en area på 0,0796 kvadratkilometer och ligger 122,2 meter över havet.

## Delavrinningsområde
Nylandtjärnen ingår i det delavrinningsområde (738275-178857) som SMHI kallar för Ovan Braxenån. Medelhöjden är 120 meter över havet och ytan är 8,59 kvadratkilometer. Räknas de 11 avrinningsområdena uppströms in blir den ackumulerade arean 133,11 kvadratkilometer. Muggån (Muggträskbäcken) som avvattnar avrinningsområdet har biflödesordning 5, vilket innebär att vattnet flödar genom totalt 5 vattendrag innan det når havet efter 139 kilometer. Avrinningsområdet består mestadels av skog (61 procent) och sankmarker (32 procent). Avrinningsområdet har 0,08 kvadratkilometer vattenytor vilket ger det en sjöprocent på 0,9 procent.